# کتابخانه ملی هلند
کتابخانه ملی هلند (انگلیسی: National Library of the Netherlands) در شهر لاهه واقع شده است. این کتابخانه همه مستنداتی را که در هلند و در مورد آن منتشر می‌شود، از ادبیات قرون وسطایی گرفته تا نشریات امروزی، گردآوری می‌کند. حدود ۷ میلیون نشریه شامل کتاب، روزنامه، مجلات و نقشه‌ها در آن نگهداری می‌شود. این مرکز همچنین خدمات دیجیتالی مانند کتابخانه ملی آنلاین (با کتاب‌های الکترونیکی و صوتی)، دلفر (میلیون‌ها صفحه دیجیتالی شده) و حافظه (حدود ۸۰۰۰۰۰ تصویر) را به مراجعان ارائه می‌دهد. از سال ۲۰۱۵، این مرکز نقش هماهنگ‌کننده شبکه کتابخانه عمومی را ایفا کرده است. مجموعه وب سایت‌های این کتابخانه به میزبانی ارائه دهنده سابق اینترنت هلندی XS4ALL در حافظه مستند میراث جهانی یونسکو در جهان است. این اولین مجموعه وب در جهان است که این وضعیت را دارا می‌باشد.